# Liste des maires de Grenoble
 (novembre 2023).
La mise en forme du texte ne suit pas les recommandations de Wikipédia : il faut le « wikifier ».
Les points d'amélioration suivants sont les cas les plus fréquents. Le détail des points à revoir est peut-être précisé sur la page de discussion.
- Les titres sont pré-formatés par le logiciel. Ils ne sont ni en capitales, ni en gras.
- Le texte ne doit pas être écrit en capitales (les noms de famille non plus), ni en gras, ni en italique, ni en « petit »…
- Le gras n'est utilisé que pour surligner le titre de l'article dans l'introduction, une seule fois.
- L'italique est rarement utilisé : mots en langue étrangère, titres d'œuvres, noms de bateaux, etc.
- Les citations ne sont pas en italique mais en corps de texte normal. Elles sont entourées par des guillemets français : « et ».
- Les listes à puces sont à éviter, des paragraphes rédigés étant largement préférés. Les tableaux sont à réserver à la présentation de données structurées (résultats, etc.).
- Les appels de note de bas de page (petits chiffres en exposant, introduits par l'outil «  Source ») sont à placer entre la fin de phrase et le point final[comme ça].
- Les liens internes (vers d'autres articles de Wikipédia) sont à choisir avec parcimonie. Créez des liens vers des articles approfondissant le sujet. Les termes génériques sans rapport avec le sujet sont à éviter, ainsi que les répétitions de liens vers un même terme.
- Les liens externes sont à placer uniquement dans une section « Liens externes », à la fin de l'article. Ces liens sont à choisir avec parcimonie suivant les règles définies. Si un lien sert de source à l'article, son insertion dans le texte est à faire par les notes de bas de page.
- La présentation des références doit suivre les conventions bibliographiques. Il est recommandé d'utiliser les modèles {{Ouvrage}}, {{Chapitre}}, {{Article}}, {{Lien web}} et/ou {{Bibliographie}}. Le mode d'édition visuel peut mettre en forme automatiquement les références.
- Insérer une infobox (cadre d'informations à droite) n'est pas obligatoire pour parachever la mise en page.

Pour une aide détaillée, merci de consulter Aide:Wikification.
Si vous pensez que ces points ont été résolus, vous pouvez retirer ce bandeau et améliorer la mise en forme d'un autre article.
Cet article dresse la liste par ordre chronologique de mandat des consuls de Grenoble de 1244 à la Révolution française, puis des maires de la ville de Grenoble.

## Histoire
Grenoble, cité municipale sous la domination romaine choisissait elle-même ses magistrats. Sous la domination des Bourguignons puis des rois francs, Grenoble conserva ses lois et ses magistrats. Durant le Moyen Âge, Grenoble, co-seigneurie partagée par le prince-évêque et le Dauphin, conserva son beffroi, sa Commune et ses magistrats municipaux qui étaient quatre élus « forts et recommandables ».
Ces consuls de Grenoble intervenaient dans la rédaction des anciennes Chartes des libertés de Grenoble. Les co-seigneurs de la Ville n’étaient reconnus qu’après avoir juré devant eux et leurs officiers ne rentraient en charge qu’après avoir prêté le même serment.
Jusqu’en 1467, les consuls étaient chargés de l’administration de la cité, de la police, de l’exécution des arrêtés pour l’ordre public et l’utilité commune. Ils visitaient et entretenaient les portes, remparts et autres fortifications de la Ville, avaient la garde du coffre-fort, des armures et armes et des étalons de mesure de la Ville. Ils délivraient les lettres de bourgeoisie avec le sceau de la Ville. Ils étaient assistés d’un conseil de citoyens qui avaient été revêtus de cette dignité.
À partir de Louis XI, le pouvoir royal envahit tout. Les consuls avaient pour objet d’assurer la rentrée des deniers publics et communs. Parmi les quatre consuls il devait y avoir un docteur ou licencié en droit, un bourgeois ou noble, un marchand, un artisan.
Un édit du mois d’août 1682 crée l’office de Maire, nommé par le roi, dont les consuls deviennent les Conseillers mais restent élus par le corps municipal.
En 1703, la Ville rachète l’office de maire, qui cesse en 1717. Les consuls perdent le droit d’être élus par les citoyens et sont nommés par le Parlement. L'office de maire est rétabli en 1735 et de nouveau suspendu en 1737. Les consuls avaient la charge d’administrer la police de la Ville, étaient exempts de tailles et imposition durant leur mandat, et portaient la robe et les velours couleur amarante avec le chapeau rouge et jaune.
Le régime consulaire cesse à l’organisation des municipalités par l’Assemblée constituante, en 1790. Les consuls sont remplacés par le maire de Grenoble.
Le 18 février 1790, est le jour de l’installation de la nouvelle administration formée d’un maire, d’un procureur de la commune, d’un substitut du procureur de la commune, et de douze officiers municipaux, assistés d’un conseil composé de vingt-huit notables.
Pour les Jeux Olympiques d'Hiver de 1968, une nouvelle mairie est érigée dans le parc Paul Mistral. La mairie originelle, devient une annexe-mairie.

## Consuls de Grenoble
La liste qui suit a été établie en 1845 par M. Pilot, "Recherches sur l'histoire municipale de Grenoble" (2e partie), Bulletin de la Société de Statistique... de l'Isère, t. 3 (1843-1845), p. 342-491.

### XIIIesiècle
- 1244 : Pierre Gindre Humbert Gerenton Julien Gras, apothicaire Guigues Czuppi, notaire
- 1252 : Chaunais Pierre Albert Pierre Tatuey Antoine
- 1271 : Guillaume Gindre, jurisc. et ch.er. André Gras Pierre Viennois Guigues Mercier
- 1281-1282 : Guillaume Gindre, jurisc. et ch.er. André Gras Pierre Viennois Guigues Mercier
- 1282 : Pierre de Romans, drapier et picol. Pierre Girard Disdier de Bonnevaulx Jean Huboud
- 1283 : Guillaume Garcin Jean de Vaulnaveys Pierre Garnier Bernard Jouffrey
- 1284 : Bernard Jouffrey Guigues Benoit André de Vaulnaveys Jean Pruelle Pierre Viennois
- 1287-1288 : Falques Czuppi Pierre Freynier Jean Fayssos, couturier Pierre Maygnin
- 1288-1289 : Jean de Goncelin le jeune, juriste Pierre Garnier Pierre Garcin Jacques de Bonnevaulx
- 1289-1290 : Pierre Benoit Humbert Villet Pierre Girard Jean Bauduyn
- 1290-1291 : Pierre Benoit Hugues Garcin Julien Gras Barthélémy de la Perrière
- 1291 : Falques Czuppi Pierre de Romans, picol. et drapier Martin Lombard Antoine de Theys
- 1292 : Falques Czuppi Pierre Freynier Jean Dufour Pierre Maygnin

- 1294-1295 : Vincent Ranulphe Falques Czuppi Pierre Bigot Barthélémy de la Perrière
- 1296-1297 : Pierre de Chanchene, drapier Jean Bauduyn Jean Mercier Pierre Ronat, bâtier
- 1297 : Pierre Benoit Jean de Vaulnaveys Falques Czuppi Guigues Bonniel
- 1298 : Pierre Freynier Jean de Montbonnot Pierre Clocheyron, notaire Hugues Garcin
- 1299 : Hugues Gruel Guigues Toscan Vincent Ranulphe André de Vaulnaveys

### XIVesiècle
1300-1301
Barthélémy de la PERRIERE
Vincent RANULPHE
Jean TOSCAN
Pierre CHEVALIER dits de QUETS, mercier
1301-1302
Barthélémy de la PERRIERE
Hugues GRUEL
Guigues TOSCAN
Falques CZUPPI
1302
Hugues GARCIN
Albert MAQUARD
Michel ROBOLIN
Falques COUTURIER
1303-1304
Falques CZUPPI
Guigues HUBOUD
Pierre FREYNIER
Jean BAUDUYN
1305
Barthélémy de la PERRIERE
Falques CZUPPI
Hugues GRUEL
Guigues BONNIEL
1307
Jean BAUDUYN
Falques COUTURIER
Antoine de THEYS
Pierre MAYGNIN
1308
Guillaume GARCIN
Jean FAYSSOS, tailleur d’habits
Jean CELERIER
Martin LOMBARD
1309-1310
Guigues BONNIEL
Pierre BIGOT
Pierre CORDIER
Guillaume APPLAGNET
1313-1314
Guillaume GARCIN
Guigues de VAULNAVEYS, jurisconsulte
Jean BAUDUYN
GIRAUD-PEYLLARD, marchand pelletier
1314-1315
Pierre BENOIT, jurisconsulte
Guigues BONNIEL
Jean MEYRIAR
Michel VACHIER
1315-1316
Pierre de CHANCHENE
Guillaume BAGNOUX
Jean BETENS dit de LOSANE, tailleur d’habit
Hugues GARCIN
1316-1317
Guillaume GARCIN
Jean CELERIER
Jean FAYSSOS, tailleur d’habits
Martin LOMBARD
1317
Jean GARNIER
Jean CELERIER
Jean FAYSSOS, tailleur d’habits
Pierre de BOQUERON, jurisconsulte
1318
les mêmes
1319-1320
Guillaume GARCIN
Jean CELERIER
Jean FAYSSOS, tailleur d’habits
Hugues MERCIER
1320-1321
Guillaume GARCIN
Jean FAYSSOS, tailleur d’habits
Guigues TOSCAN
Jean BETENS dit de LOSANE, tailleur d’habit
1321-1322
Jean GARNIER
GIRAUD-PEYLLARD, marchand pelletier
André de ROMANS, drapier
Jacques de GAP
1322
Jean CELERIER
Pierre FABRE
Vincent RANULPHE
Jean MERCIER
1323-1324
Guigues de VAULNAVEYS, jurisconsulte
GIRAUD-PEYLLARD, marchand pelletier
Martin RANULPHE, notaire, garde supérieur de la Monnaie du Dauphin
Hugues MOTTET dit de l’EYMARE, notaire
1324-1325
Guigues de VAULNAVEYS, jurisconsulte
GIRAUD-PEYLLARD, marchand pelletier
Jean GARCIN
André de ROMANS, drapier
1325-1326
Jean GARNIER
GIRAUD-PEYLLARD, marchand pelletier
André de ROIN ou ROYN
Jacques de RAPUIT
1316-1327
Nicolas CONSTANT, jurisconsulte, chevalier
Guigues de VAULNAVEYS, jurisconsulte
Reymond de VAULNAVEYS
Pierre de CHANCHENE, drapier
1327-1328
François de GONCELIN
Jean CELERIER
Anthelme CONOZ ou COGNOZ
1328-1329
Guigues de VAULNAVEYS, jurisconsulte
Pierre BENOIT, auditeur des comptes
Jean CELERIER
Martin RANULPHE, notaire
1329-1330
Les mêmes
1330
Guigues de VAULNAVEYS, jurisconsulte
Hugues MOTTET dit de l’EYMARE, notaire
Jean BETENS dit de LOSANE, tailleur d’habit
GIRAUD-PEYLLARD, marchand pelletier
1330
Pierre de VAULNAVEYS, jurisconsulte
Pierre BENOIT, jurisconsulte, auditeur des comptes
Berthon MAYGNIN
GIRAUD-PEYLLARD, marchand pelletier
1330-1331
Jean BAUDUYN
GIRAUD-PEYLLARD
Hugues MOTTET dit l’EYMARD
1333
Jean de BETENS dit de LOSANE
Druet de BETENS dit de LOSANE, drapier
Pierre GARCIN, drapier
Pierre CHEVALIER dit de QUETS, mercier
1335
Pierre GARCIN, drapier
Pierre RANULPHE
Druet de BETENS dit de LOSANE
Aimé ESPIER
1336-1337
Jean de BETENS dit de LOSANE
Pierre de CHANCHENE
Aimé ROLLAND
Jean de SAINT-MARTIN, tisserand
1338
Guigues TOSCAN
André PICOLIER dit de ROMANS, drapier
Antelme ARGOUD
Guillaume GENEVEYS
1339
Martin RANULPHE
Guillaume BALNEOL, notaire
Hugues MOTTET dit de l’EYMARE, notaire
Armant DUPONT, marchand
1340
Druet de BETENS dit de LOSANE
Guigues TOSCAN
Hugues MOTTET dit de l’EYMARE, notaire
Martin RANULPHE, notaire, garde supr de la Monnaie du Dauph.
1342
Guigues GRINDE
Jean BAUDUYN
1343 
Lanthelme CONE
André de ROMANS
Armand DUPONT
Guillaume BAUDUYN
1344
Pierre de CHANCHENE, notaire
Druet de BETENS dit de LOSANEn drapier
Simon BASTIER
Thomas des BALMES, escoffier
1345
Guillaume PILAT
Reynaud ANTHOYNE, notaire
Guillaume BERTRAND
GIRAUD dit BERNIN
1346
Pierre GARCIN, drapier
Druet de BETENS dit de LOSANE
André de ROMANS le Vieux, drapier
Guillaume BAUDUYN
1347
Jacques de SAINT-MARTIN
Pierre MARC, apothicaire
Antoine BRUYERE
1348
Guigues de GONCELIN
Bernard LOGOS
Gaillard GARCIN, boucher
1350
Guillaume de LAGORCE
Emery de VAULNAVEYS
Jean MATHIEU
Jean VILLET
1351
Rodolphe DUVAL
Henri CZUPPI
Guigues GRINDE, notaire
Jean BAUDUYN
1352
Gilles BENOIT, chevalier
Guillaume HENRI, jurisconsulte
Pierre MARC, notaire
Jacques de SAINT-MARTIN
1353
François ANDRE, jurisconsulte
Jean DUPONT
Jean DESSAULES, notaire, auditeur des comptes
Guigues de GONCELIN
1355
André GRINDE, notaire
André de ROMANS, drapier
Guillaume de SAINT-MARTIN
Bernard GRINDE
1356 
Pierre MARC
Guigues VANNOS
1357
Jean DUPONT, vice-courrier de l’Evêque
1358
André de VAULNAVEYS
André TOSCAN
François BERMUND
Jean BARAQUIN
1360
Clocheyron BAUDUYN
Guigues GUELIN
Pierre GARCIN le Vieux, drapier
Pierre TRUCHET dit BAUDON
1361
André FELIX, docteur en droit
François DUPONT
Pierre ROLLAND
André DAVID
1362
François PONCE
Boniface DUVAL, jurisconsulte
Guillaume SEVENET, doreur
François ANDRE, notaire
Jean RANULPHE, drapier
1364-1365
Jean MIGNOT, notaire
Nicolas de METZ
Pierre de COGNET, drapier
Pierre d’ALLEVARD, escoffier
1365-1366
Guillaume PILAT
Guillaume de TOULOUSE, clerc
François BERMOND
Guillaume GARCIN, marchand
1366-1367
André TOSCAN
Jean DUPONT
Pierre BYN
Pierre MARC, notaire
1368
Gilles BERMUND
André de VAULNAVEYS
Jean GANDIER dit de VIRIEU
Jacques CORDIER
1366-1369
Pierre ROLLAND
Henri EYBAUDIT dit DUFOUR
Jean RANULPHE, drapier
Jacques FIARD
1370
Pierre GRINDE
Pierre GARCIN, drapier
Pierre MARC, notaire
1371
Guillaume PILAT
Pierre FONTANE, aubergiste
Pierre de COGNET, drapier
Rambaud SONNIER, drapier
1372
Guillaume ROLLAND
Pierre GILLIN, licencié en droit
1373
François BERMOND
Jacques FABRE, maréchal ferrant
Pierre MITRE
Humbert GRANET
1373-1374
Guillaume de CHALMEIN, bâchelier en droit
Henru RASSART, notaire
Jean HENRI, notaire
Barraquin ROLLAND
1374-1375
Pierre GRINDE
Jean RANULPHE, drapier
Jean GANDIER dit de VIRIEU, notaire
Pierre BYN, bâtier
1376
Jean GANDIER, dit de VIRIEU, notaire
Guillaume PILAT
André de LOSANE
Guillaume BERTRAND
1377
Claude MATTHIEU
Guillaume ARMUET, notaire
Simon FIARD
François de COMMIERS dit de THEYS, notaire
1378
Pierre GARCIN, drapier
François ANDRE, notaire
Guillaume SEVENET, doreur
Pierre DESPORTES dit PENNOT, notaire
1378-1379
Boniface DUVAL, écuyer
Jean PIC, notaire
Et. EMONDUT dit OJADRUT, not.
Pierre JULIEN, escoffier
1379-1380
Pierre MARC
Pierre MITRE
Pierre BARRIER, maréchal ferrant
André MARIN dit de BIVIERS, drapier
1381
Jean RAFFIN, notaire
Etienne CHALVETON, notaire
Pierre BERTHALLET, notaire
Guigues GARCIN
1381-1382
Jean RANULPHE, drapier
Guillaume SURREL, notaire
Guillaume GARCIN, 
Guigues BYN, tailleur d’habits
1382-1383
Guillaume GRINDE
Jean GANDIER dit de VIRIEU, notaire
Jean ENJOURAND dit de TROYES
Malleins ATTHOYNE, serrurier
1383-1384
Pierre FONTANE, aubergiste
Jacques SONNIER, mercier
Rambaud SONNIER, drapier
Jacques FABRE dit FLORENSAT, maréchal ferrant
1385
Pierre GARCIN, drapier
André TOSCAN
Jean CHICOT
Pierres DESPORTES
1386
Rodolphe de COMMIERS, le Vieux, chevalier
Pierre GILIN, licencié en droit
Jean VALLIER, notaire
Jean BERMUD, notaire
1386-1387
Pierre ROLLAND
Thibaud de BELLEZE, notaire
Michel BŒUF
Pierre MARTIN dit VINCENT
1387-1388
Guillaume ARMUET, notaire
Jean de BERNIN, notaire
Henri RASSART, notaire
Jean CHALMEIN dit CYPARET
1389-1390
Jean GANDIER dit de VIRIEU, notaire
Jean MERCIER dit MENON
Lantelme MOTTET, notaire
Jean BROCHIER, notaire
1390-1391
Jean HENRI, notaire, secrétaire au Conseil Delphinal
André MARIN dit de BIVIERS, docteur
Rodolphe REYMOND, mercier
Etienne EMONDRUT dit OUJADRU, notaire
1392
Jean BRUN, notaire
Pierre MARC, notaire
François DAVID, notaire
François MALLEIN, chaudronnier
1393
Jean RANULPHE, drapier
Guillaume CHABERT, notaire
Jacques FABRE dit FLORENSAT, maréchal ferrant
Pierre DESPORTES dit PENNOT, notaire
1394
Jean GANDIER dit de VIRIEU, notaire
Pierre BARRIER, maréchal ferrant
Jacques SONNIER, mercier
Rambaud SONNIER, drapier
1394-1395
Pierre GARCIN
Jean MERCIER
Raphaël de CARTONE, apothicaire
Jean PIC, notaire
1396
Guillaume ARMUET, notaire
Clément ALBI, notaire
Jacques HENRI
Jean FONTANE
1397
André MARIN dit de BIVIERS, docteur
Michel DECOLONE, notaire
Jean BAUDUYN
Pierre MARTIN dit VINCENT
1397-1398
Pierre MARC, notaire
Arthaud ARMUET, notaire
Pierre des MONTAGNES, maréchal ferrant
Pierre JULIEN dit JOLI, escoffier
1398-1399
Eudes ANCELIN, licencié en droit
Henri GARCIN, auditeur à la chambre des Comptes
Rodolphe REYMOND, mercier
Georges TARDIT, batellier

### XVesiècle
1400
Guillaume GELINON, conseiller au Conseil Delphinal
Antoine GUIFFREY, idem
Jean GANDIER dit de VIRIEU
Jean BERMOND, notaire
1401
Jean GENDRE, licencié en droit
Henri GARCIN, auditeur à la chambre des Comptes
Rodolphe REYMOND, mercier
Georges TARDIT, batellier
1402
Vincent OUJARD, notaire
Antoine BOMPART, notaire
François de THEYS, notaire
Jean BYN, potier d’étain
1403
André MARIN dit de BIVIERS, docteur
Guillaume CHABERT, notaire
Jean de CISERIN, notaire
Simon DESPORTES, drapier
1404
Jean BRUN, notaire
Arthaud ARMUET, notaire
Etienne OUJADRUT, notaire
François BONNARD
1405
François JOFFREY, licencié en droit
Jean VALLIER, notaire
Guillaume CHALEON, apothicaire et marchand de fer
Pierre BARRIER, maréchal ferrant
1406
Antoine de COMMIERS, licencié en droit
Arthaud ARMUET, notaire
Antoine SONNIER
Jean BERMOND
1407
Eudes ANCELIN, licencié en droit
Arthaud ARMUET, notaire
Antoine SONNIER
Jean BERMOND, notaire
1408
Jean PILAT
François BONNARD
Guillaume CHALVET, notaire
Jean MALLEIN, notaire
1409
Jean PIC
André de CISERIN
Simon DESPORTES, drapier
Pierre BOURGEOIS dit PELLISSON, escoffier
1410
Bernard ROLLAND
Jean BROCHIER, notaire
Jacques SONNIER, mercier
Jean BYN, potier d’étain
1411
Robert BEATRIX, bachelier en droit
Jean de CISERIN, notaire
Jean BARRIER
Jean BARRUEL dit MICHON
1412
Jacques DUMOLEIN, secrétaire au Conseil Delphinal
Reymond RANULPHE, notaire
Claude FABRE dit FLORENSAT
Pierre FONTANE, aubergiste
1413
Etienne GUILLOT, docteur en droit
Eymond ROLLAND
Jean BERMOND, notaire
Pierre BABOLIN
1414
Claude MARC
Antoine FABVIER
Jean GRAIL, notaire
Henri GENTIL
1415
Jean POLLAT, drapier
Pierre LAJOYE, aubergiste
Barthélémy GIRARD, notaire
Guigues DISDIER
1416
Guillaume CHABERT, notaire
Guillaume CHALEON, apothicaire épicier et marchand de fer
Guillaume CHALVET, notaire
Pierre ACQUIN
1417
Louis PORTIER, docteur en droit
Pierre DUMOLARD, notaire
Jean de VOUREY, notaire
Hugues EYMERIC
1418
Guigues BOISSERAT
Antoine FUSIER, notaire
Guillaume ROLLAND, escoffier
Jean PORRET, notaire
1419
Simon DESPORTES dit PENNOT, docteur
Pierre GUICHAREL, notaire
Hugues DEMONTAGNES dit de MONS
Jean CHABOUD dit de TULLINS, marchand d’huile
1420
Jean GUIFFREY, secrétaire au Conseil Delphinal
1421
Jean BERNARD
1422
Etienne Guillon, docteur en droit
Arthaud ARMUET
1423
Arthaud ARMUET
Jean FABRE, notaire
François PETOILLON
Pierre BARBIER
1424
Etienne GUILLON, docteur en droit
Jean ROGIER, notaire
Henri de PASSIAT, barbier et chaussetier
Pierre CHABOUD dit de TULLINS, marchand d’huile
1425
Jacques de SAINT-GERMAIN, docteur en droit
Nourri ROLLAND
1426
Jean de CISERIN, notaire
Jean DUMOLEIN
Guillaume du CHALMEIN, notaire
Jean SALIN, pelletier
1427
Jean de CISERIN, notaire
Jean de VOUREY, notaire
Jacques GOLLENE
Nourri ROLLAND
1428
Antoine ARMUET
Jean EYNARD
Jean JOURDAN, marchand
Pierre BALBE, bâtier et cordier
1429
Jacques de SAINT-GERMAIN, docteur en droit
Jean de CISERIN, notaire
Reymond FABRE
Jean BYN, potier d’étain
1430
Guigues BOISSERAT
Hugues GIRAUD, apothicaire
Guillaume PREVOT
Jean de CISERIN, notaire
1431
Pierre de BEAULIEU
Nicolas MESTADIER, drapier
François DUFOUR
Hugues EYMERIC
1432
Jean GRINDE dit PICHAT
Claude VIENNOIS ou de VIENNE dit RANDON, barbier
Claude CHABERT
Disdier GONTIER
1433
André SONNIER, drapier
Pierre de la VOIE, notaire
Claude de MAILLES
Jean ARMUET, drapier
1434
Jean PILAT
Pierre GARCIN
Pierre de la VOIE, notaire
Hugues MARTIN dit PANATIER, notaire
1435
Jean PIC
Guillaume BAS
Claude VINCENT
Anthelme ARGOUD
1436
Jean de VOUREY, notaire
Pierre RICHARD dit SURGAYN, drapier
Antoine NEYRET, notaire
Pierre COURT
1437
Jean OURAND, notaire
Martin ARMUET
Pierre des MONTAGNES
Pierre SOTURNE
1438
Claude COCT
Antoine FAVIER
Jean BŒUF
Claude MARREL
1439
Petramand ou Pierre ACQUIN
1440
Guillaume ROLLIN, jurisconsulte
Aymard de VAULNAVEYS
Jean MARC
Jean VILLIAN
1441
Antoine FUSIER, notaire
Pierre ROGIER
Claude de la VIGNE, secrétaire au Conseil Delphinal
Barthélémy CHABOUD
1443
Hugues MARC
Claude PORRET
Guillaume CHALMEIN, notaire
Jean GUILLOUD
1444
Hugues MARC
Michel CASSARD
Bertrand de CISERIN
Pierre CHEVALIER dit de QUETS
1446
Claude COCT
Jean FABRE
Pierre ACQUIN
Jean ROGIER
1448
Guillaume CLEMENT, docteur en droit
Antoine BRUN
Claude BŒUF, notaire
André PROVENSAL
1449
Jacques ANCELIN
Reymond FABRE
Pierre GRAILLE
Hugues SAPPEY
1450
Antoine ARMUET
Jean CELLOT, notaire
Paul URLAND, marchand
Pierre GUILLOT
1451
Jean PORTIER, docteur en droit
Jean JOUFFREY, notaire
Anthelme ARGOUD, notaire
Jean GRIFFON, chaus. et drapier
1452
Jean PILAT, chevalier
Pierre GIRAUD, apothicaire
Jean FOUCHERAND, notaire
Pierre MURGUET dit DEBUT, boucher
1453 
Humbert ACHARD, licencié en droit
Nicolas LAGIER, notaire
Jean LAJOYE
1458
Claude BEAULIEU
Pierre de BULE
Jean SERVIENT, notaire
Guillaume BRUN
1459
Claude ROGIER, drapier
André PORRET
Martin CHABOUD, potier
1461
Hugues MARC
Jean CHEVALIER dit de QUETS, marchand
1463
François CHANTEREL, docteur en droit
François DUSSERT dit GONARD, marchand
Etienne VOLLAND dit COASSET, fourbisseur et éperonnier
1464
Jean GUIGUES, notaire
Claude BERMOND
Claude RICHARD
1466
Antoine VALLIER
Jean de QUETS, marchand
1467
Jean de VOUREY, notaire
Pierre de SUELLES
Jean CHAPPAN, marchand
Georges REVOL, escoffier
1468
Jean de VOUREY
Guillaume ARMUET, avocat
Jean CHAPPAN
1470
Antoine EYBERT
Jean DUMAS
Jean REPELLIN
Eymond REPPELIN, notaire
1471
Jean DUMAS, 2e consul
Eymond REPELLIN, 4e consul
1472
Jacques ROUX, notaire
1473
Dom. des ALPHEZES, marchand
Claude ACHARD
1474
Antoine ROLLAND dit de TOULOUSE
Jean CHABERT
1475
P. ROLLAND, seigneur D’ARGENSON
Guillaume GOYON
Jean ROBOUD
Jean GABERT
1477
Pierre MARC
Jean JOUFFREY, notaire
1478
Pierre MARC
Guigues GIROUD
Jean JOUFFREY, notaire
Jean MESTADIER
1481
Henry MOTTET
Claude ROGIER, drapier
Jean CHAPELLAN
Antoine CHABOUD
1482
Martin PERROT
1483
P. ROLLAND, seigneur D’ARGENSON
Antoine MESTADIER
Eymond GABERT
Georges RIVAIL
1484
Jacques MANEIN
1486
Antoine GIROUD, docteur en droit, 1er consul
1488
Pierre RODULPHE
1489
Guigues DOMEIN, docteur en droit
Pierre RODULPHE
Antoine BLANC
Etienne GAY
1490
Antoine CLEMENT, docteur en droit
Jean MALET, marchand
Jean BERENGER
Martin CHABOUD, potier
1491
Claude ACHARD
Claude SERNON, secrétaire delphinal, notaire
Jean MESTADIER
Georges MURGUET dit DEBUT, notaire
1492
Jean CATHON, licencié en droit
Noël MATHERON, secrétaire delphinal, notaire
Pierre GRAS, apothicaire
Georges MURGUET dit DEBUT, notaire
1493
Pierre CHANTAREL, docteur en droit
Noël MATHERON, secrétaire delphinal, notaire
Urbain COCT, marchand
Claude FONTANE
1494
Hugues MARC
Pierre BOTIN, notaire
Simon MARTIN
Jacques MANEIN
1495
Claude VALLIER, docteur en droit
Jacques ROMAIN, notaire
Laurent GALBERT, marchand
Sébastien CHABOUD
1496
1er et 2e comme 1495
François BOURGUIGNON, marchand
André SONNIER, remplacé par Sébastien CHABOUD
1497
Zacharie MENON, secrétaire delphinal
Pierre FOUCHERAND, notaire
Aymard des ALPHEZES, marchand
Jean CASSIN, notaire
1498
Zacharie MENON, secrétaire delphinal
Antoine CHAPPAN, notaire
Pierre ROGIER, marchand
Pierre ODDENOD
1499
2e et 4e comme en 1498
Albert de CISERIN, 1er consul
Jacques SEIGNORET

### XVIesiècle
1500
Antoine GALLEYS, docteur en droit
Jean VOLLON
Antoine ANIEL
Pierre BARBIER
1501
Martin GALLIAN, docteur en droit
Guillaume GALLIFET, secrétaire delphinal
Pierre GRAS, apothicaire
Jacques BABE
1502
Jacques MORARD, docteur en droit
Guillaume BACHOD, notaire
Jean GRIFFON, drapier
Auguste COUCHE, panetier
1503
Jean GENTON, docteur en droit
Guillaume BACHOD, notaire
Guillaume BOURGUIGNON, drapier
Antoine FONTANE, apothicaire
1504
Jean IMEN
François BOTIN
Jean ARRAGON
Claude LAJOYE
1505
Michel CHABOUD, docteur en droit
André BALBE dit de CHONET, notaire
Georges CORDIER, apothicaire
Pierre GRAS, apothicaire
1506
François VALLIER, licencié en droit
Claude MARREL
Jacques MANEIN
Michel CHABOUD, marchand
1507
Paul COCT, seigneur de BOUQUERON
Pierre GALLIAN
Georges CORDIER, apothicaire
André BALBE
1508
Paul COCT, seigneur de BOUQUERON
Jean ASTIER ou des ASTIERS
Jean CHOSSON, apothicaire et épicier
Simon GUILLET
1509
Paul COCT, seigneur de BOUQUERON
Pierre CHABERT, notaire
Jean CHOSSON, apothicaire
André BALBE
1510
Les deux premiers de 1509
Claude de NAU ou de NAVES, drapier
Jean MURESSEIN
1511
Charles MOTTET, docteur en droit
Jean SURVILLE, notaire
Claude des ALPHEZES, marchand
Pierre MERLIN, décédé pendant son consulat
1512
Guillaume MARTIN, docteur en droit
Jacques MORARD, notaire
Jean MARTIN dit FAYEN, marchand
Guillaume BONNET dit BRAS
1513
Claude FALCON, docteur en droit
Jacques CHAMINAL, notaire
Guigues ROGIER le Vieux
Luc PAQUIER dit PAQUETAT
1514
Jean MESART, docteur en droit
Jean CHAPUIS, secrétaire delphinal
Pierre CRETAUD, marchand
Mar. GARBILLON dit ROSSIGNOL
1515
François FEYSAN, docteur en droit
Jean VENTOLET, secrétaire au Parlement
Hugues DUFOUR, marchand
Laurent des MONTS
1516
Gaspard FONTANE, docteur en droit
Pierre JOUFFREY, secrétaire delphinal
Jean CHOURIER, marchand
Laurent des MONTS
1517
Olivier MOTTET, docteur en droit
Pierre MORREL, praticien
Gaspard des SUELLES, marchand
Pierre MARTEL
1518
Jean CHANTAREL, docteur en droit
Antoine CHAPPAN, secrétaire delphinal, notaire
Pierre PERROCT, drapier
Cyprien FLEARD, marchand
1519
François RABOT, docteur en droit
Denis CHAPUIS, secrétaire delphinal, praticien
Antoine CONSTANTIN, marchand
Jean PAVIOT dit BERJAT
1520
Hector GAUTERON, docteur en droit
André ROLIN, secrétaire delphinal
Guillaume ALLARD, marchand
Georges MURGUET, notaire
1521
Jean GRIFFON, docteur en droit
Gabriel JOUFFREY, praticien
Antoine ROYANNAIS, marchand
Simon MALET, marchand
1522
François RODULPHE, docteur en droit
Simon MITALIER, praticien
Guigues GIROUD, marchand
Antoine CHABOUD, notaire
1523
Girard de la TOUR, docteur en droit
Claude DARBION, secrétaire delphinal
Guillaume DESPORTES, marchand
Jean SERMET-PERROTIN dit TARDY
1524
Jean MENON, secréataire delphinal
Jean BONNIER, procureur fiscal du Grésivaudan
Yves GALBERT, drapier
Pierre BARRAL
1525
Jean GAUTHIER, seigneur de SEYSSINS remplacé par Denis ROYBET, docteur en droit
Jean VERNIN, secrétaire delphinal
Jean MAXIME, marchand drapier
Jean ODRUT
1526
Ponce ACTHUYER, docteur en droit
Guillaume BACHOUD, notaire et praticien
Ennemond CLACQUIN, drapier
Jean CHABOUD, potier
1527
Zacharie MENON, seigneur de MONTBIVE, docteur en droit
Pierre REBOUD dit NOYERAT, clerc et praticien
Antoine GALBERT, marchand
Amédée BERTHALET, notaire et châtelain de MONTFLEURY
1528
Jean COCT, seigneur de BOUQUERON
Jean AUDOUARD, clerc et praticien
Jean ARRAGON, drapier
Jean FABRE
1529
Pierre PONAT, docteur en droit
François ROUX, ancien secrétaire au Parlement
André de NAVES, marchand
Jacques des ALPHEZES
1530
Antoine PAVIOT, docteur en droit
Martin MALET, procureur au bailliage du Graisivaudan
Claude MAGNIN, drapier
Ennemond ROSSIGNOL
1531
Guillaume FABRE, docteur en droit
Urbain THIBAUD, notaire et praticien
Pierre MICHON dit FUMET, marchand
Guigues LAURENT dit BATIER
1532
Gaspard FLEARD, docteur en droit
Antoine AVRIL, praticien
Antoine OUDRUT, marchand
Egrève JOUFFREY
1533
Les 2 premiers de 1532
Jacques MONIER, marchand
Claude REYNAUD
1534
Guillaume PEROUSE, seigneur de SAINT-GUILLAUME, docteur en droit
Antoine DAVID
Jean VERDONNAY
Jean BALBE, bâtier
1535
Guillaume PEROUSE, seigneur de SAINT-GUILLAUME
François BERNARD
Jean VERDONNAY, marchand
Pierre CRISAIL
1536
Jean ARMUET, puis.
Guigues PILAT, seigneur de la PIERRIERE
Jean JOVENCEL
Claude CORBEL
Jean CHABOUD
1537
Eymond GALLIFET, docteur en droit
Jacques DUPORT
François GERIN
Antoine AVENIER
1538
Guigues de CISERIN
Jean SERNAUD
Jean des SUELLES, apothicaire
Pierre AUDEYARD
1539
Guigues COCT, seigneur de CHATELARD
Laurent BOSON
Jean FAVRE dit de CORPS, orfèvre
Jean MANEIN, clerc
1540
Girard SERVIENT, avocat
Antoine GRATET, procureur au Parlement
Louis CHOSSON, apothicaire
Barthélémy de la GORCE
1541
Girard SERMENT, avocat
Georges ROGIER
Guillaume DESPORTES, marchand
Guillaume PERROCT
1542
Fiacre COCT, docteur en droit
Georges ROGIER
Guillaume DESPORTES, marchand
Guillaume PERROCT
1543 et suiv.
Gilles de SAINT-GERMAIN, seigneur de SAINT-GERMAIN
Crépin COLLIARD, clerc
Bernardin CURIAL, marchand
Ennemond MEGARD, notaire
1545
Claude VALLIER, docteur en droit
Antoine ROUX, clerc-praticien
Jean ALLEYRON dit BENEYTON
Claude PERIER, procureur au Parlement
1546
Antoine de RUYNS, docteur en droit
André CHAMOUX, clerc-praticien
Guigues RICHARD dit LANCELLOT, marchand
Amiens BERTHALET, clerc, châtelain de MONTFLEURY
1547
Jacques SERVIENT, écuyer, seigneur de la BALME
François SIMON dit BARBOUSSON
Simon FAYEN, marchand
Le 4e comme en 1546
1548
Les 1er et 4e comme en 1547
Pierre BONNET dit FINE, procureur
Jean FLEARD, marchand
1549
Charles CHAMOUX, avocat, docteur en droit
Rolet NERCIE
François ROLLAND dit le MARRIN
Antoine MEGARD, apothicaire
1550
Charles CHAMOUX, avocat, docteur en droit
Humbert GIRARD, procureur
Ennemond LENFANT dit ROBINET, marchand mercier
Ennemond ROBIN, apothicaire
1551
Claude GRIFFON, coseigneur de VEYNES
Pierre BASSET, procureur
Jacques AYMOZ, apothicaire
Jean PAVIOT dit BERJAT, marchand
1552
1er et 3 comme en 1551
André CHAMOUX, clerc-praticien
Claude RAYNAUD, clerc
1553
Jean BEATRIX-ROBERT, docteur en droit
Ennemond CHARVET, procureur
Jean VERDONNAY, apothicaire
Paul SYMOND
1554
Les 3 premiers de 1553
Pierre GUERIN, ancien maître de la Monnaie
1555
Claude de la MALADIERE, seigneur de MASSENAS
Georges ROGIER, procureur
Louis CHOSSON, apothicaire
Aubert GUYS, clerc et praticien
1556
Ennemond BECTOZ, coseigneur de VAUBONNAIS
Jean de LAGRANGE, procureur
Claude MAGNIN, marchand drapier
Laurent DALPHAS, clerc
1557
Louis JOUBERT, docteur en droit
Crépin COLLIARD, procureur
Pierre PAQUALLET, apothicaire
Nicolas DELAGORGE, bourgeois
1558
Claude ACQUIN, seigneur du FAYET
Jacques ROBELET, procureur
Pierre SANTON, marchand
Guigues CHAPOT, notaire
1559
François PAVIOT, avocat, docteur en droit
Antoine RIVES, procureur au Parlement
Jean CORRIER dit GRASSET, marchand
Jean RODILLON, marchand
1560
Claude VALLIER, docteur en droit
Jean LEMAISTRE, procureur
Jean MIARD, marchand
Pierre PALLEYNS dit BARRAL
1561-1562
Jacques SERVIENT, seigneur de la BALME, écuyer
Genthon CALIGNON, procureur
Jean VERDONNAY, apothicaire
Jean PAVIOT dit BERJAT, marchand
1562
Jacques GALLEYS, docteur en droit
Guillaume FORNET, procureur
Pierre Peynet, marchand
Nicolas DEGORGE dit DUBARRE
Nouvelles élections du 16 juin 1562, après l’occupation de la même ville par les troupes catholiques.
1562
Ennmond BECTOZ, coseigneur de VAUBONNAIS
Méraud BOURGET, procureur
Ennemond LENFANT dit ROBINET, marchand mercier
Nicolas DEGORGE dit DUBARRE
Nouvelles élections du 28 juin 1562, après la prise de Grenoble par le baron des Adrets.
1562-1563
Jacques GALLEYS, docteur en droit
Guillaume FORNET, procureur
Jean NICOUD des IMBERTS, marchand
Guigues CHAPOT, notaire
1564
Pierre LEMAISTRE, docteur en droit, avocat
Antoine PYNARD, procureur
Jean FLEARD, marchand drapier
Nicolas DELUAN, changeur
1565, les mêmes jusqu’au mois d’avril
Consul choisis par le roi le 11 avril 1565, conformément à l’édit de juillet 1564
1565 et 1566
Ennemond BECTOZ, coseigneur de VAUBONNAIS
Pierre BONNARD, procureur au bailliage du Graisivaudan
Claude PASQUET, marchand
Philibert CANEL, bourgeois
1567
Claude CHAPUIS, seigneur de BRIGONDIERES, avocat, docteur en droit
François JOUVENCEL, procureur au Parlement
Eynard FLEARD, marchand
Etienne CHAYS, praticien
1568
Jacques MENON, seigneur de MONTBIVE
Claude GIROUD, procureur
Antoine ROSSIN
Claude BERTHALET
1569
Antoine AREOUD, avocat, dr en droit
Pierre MERMET, procureur
Guigues SONNIER, apothicaire
Enemond SURVILLE
1570
Gaspard DORNIN, seigneur de Chapotière
Georges ROGIER, procureur, seigneur de la Batie de Seyssinet
Jean Blanc, marchand
Jean DOMENGIN, marchand regrat.
1571
François LARIVIERE
Antoine RUINE
Jean VERDONNAY, apothicaire
Jean RIVIERE, praticien
1572
L. COCT, seigneur de CHASTELARD
Jean FLORY, procureur
Guigues COLISIEUX, huissier des Etats
Antoine MEGARD fils, apothicaire
1573
Félix BASSET, av. doct. en droit
Aimé VIVIER, procureur
Ennemond PERROCT, marchand
Michel PAVIOT, marchand
1574
Ennemond BECTOZ, coseigneur de VAUBONNAIS
Pierre DURIF, procureur
Jean LAUCIER, marchand
Martin JOUFFREY, procureur
1575
André AREOUD, av. doct. en droit
Jean CALIGNON, procureur au Parlement
Ennemond LENFANT dit ROBINET, marchand mercier
Jacques MERLE, procureur
1576
Laurent de Briançon, doct. en droit
Antoine LUNOJON, procureur
Jean SARRASIN, apothicaire
Jean GALLIFET, notaire
1577
Denis BONNIER
André CHABOUD, procureur
Ennemond VERNIER, marchand
Jean DOMENGIN, march. regrat.
1578
Urbain FLEARD
Pierre ROCHARD, proc. au Parlement
Eynard FLEARD, marchand
Abraham MORIN dit MORRUT
1579
Cl. CHAMOUX, av. doct. en droit
Ennemond FAURE
Guigues SONNIER, apothicaire
Antoine MEGARD, apothicaire
1580
Nicolas MULET, seigneur DU MAS
Etienne ROCHARD, procureur au Parlement
Jean PEYRONIN dit GUIGUES, marchand
Jean DEGORGE, marchand
1581
Félix BASSET, av. doct. en droit
Pierre ROSTAING, procureur au Parlement
Robert NICOUD
Pierre JOUBERT, notaire
1582
Laurent de CHAPONNAY, seigneur d’EYBENS et de BRESSON
Pierre MARCHIER, procureur au Parlement
Antoine VERDONNAY, apothicaire
Jacques MEGARD, apothicaire
1583
Antoine SERVIENT, avocat, procureur des Etats du Dauphiné
Jérome COULLET, procureur
Anthelme FIATOT, marchand
Odile CANEL, bourgeois
1584
Sébastien de LYONNE, doct. en droit
Pierre ROJON, procureur
Guigues SONNIER, apothicaire
François TARDIN, procureur au Parlement
1585
Claude DESPORTES, doct. en droit, avocat
Ennemond JANON, procureur au Parl.
Antoine NICOUD, marchand
Antoine MEGARD, apothicaire
1586
François DARRAGON, doct. en droit
François JOUVENEL, procureur au Parlement
Félix CHABERT dit MAGNIN, mar.
Jacques MEGARD, apothicaire
1587
Jean-Louis LEMAISTRE, av. doct. en droit
Claude BEROUARD, procureur au Parl.
Jean BERNARD, marchand
Pierre JOUBERT, notaire
1588
Faconde BUCHER, seigneur de SAINT-GUILLAUME
André CHABOUD, procureur
Guigues BRUN, marchand
Jean POMMIER, procureur au bailliage
1589
Claude BASSET, av. doct. en droit
Pierre FUMET, procureur au Parlement
Philippe TACON, apothicaire
Abraham MORIN dit MORRUT
1590
ARMUET, seigneur de BON-REPOS
Remplacé par Cm. BASSET, av. doct. en droit
Honoré CLAPIER, procureur au Parlement
Jacques TROUILLEUR, maître particulier de la Monnaie
1591
Laurent ALLEMAN, seigneur d’ALLIERES
Jean FAYOLLE, procureur au Parlement
Guigues SONNIER, apothicaire
Martin JOUFFREY, procureur
1592
Martin de VILLIERS, doct. en droit
Antoine SIRAND, procureur au Parlement
François NICOUD, marchand
Michel PAVIOT, marchand
1593
Jean BAILLY, seigneur de BELLECOMBE
Remplacé par Laurent de CHAPONNAY, seigneur d’EYBENS
Jean-Baptiste FRADEL, procureur au Parlement
Antoine BERTRAND, marchand
Moine PERROCT, notaire
1594
Jean FIQUET, av. doct. en droit
Henri MARTINON, procureur au Parlement
Pierre DISDIER, apothicaire
Pierre JOUBERT
1595
Guigues GIRARD, seigneur de GRANGERES
Pierre ROBOUD, procureur au Parlement
Antoine NICOUD, marchand
Jean BOSON, procureur, greffier épiscopal
1596
Modestin VALLAMBERT, av. doct. en droit
Jean BOLLIAT, procureur au Parlement
François CELERIER, marchand
Jean POMMIER, procureur au Parlement
1597
Pierre de La RIVIERE
Louis GIRAUD, procureur au Parlement
Jean ANDRE dit MARNAIX, marchand regrattier
Alexandre de La COSTE
1598
Charles BOREL, seigneur de PONSONNAS, avocat
Claude DUPINET, procureur au Parlement
Ennemond MATEL, marchand
Jacques TROUILLEUR, garde de la Monnaie
1599 et suiv.
Urbain FLEARD, seigneur de SAINT-MARTIN le VINOUX
François CLAPASSON, procureur au Parlement
Martin COLAUD, apothicaire
Antoine MEGARD, apothicaire

### XVIIesiècle
1601
Louis DUFAURE, doct. en droit
Louis BESSON, procureur au Parlement
Ennemond CATILLON, marchand
Jacques SORIN, notaire
1602
Jean FERRAND
Apostolique CHEYSSIEU, procureur au Parlement
François GAGNIERE, marchand
Nicolas POMMIER, notaire, greffier épiscopal
1603
Gaspard CHAPUIS, seigneur de BRIGONDIERES, avocat
Pierre SPYE, procureur au Parlement
Mathieu DUBOEUF, apothicaire
Pierre JOUBERT, notaire
1604
Pierre de MORARD
Claude DUPINET, procureur au Parlement
Jean FAYET, marchand
Etienne BOSON dit La FONTAINE
1605
Thomas BOFFIN, doct. en droit
Jean CALIGNON, procureur au Parlement
Pierre PASCAL, marchand
Jean BOSON, procureur au Parlement
1606
François LEMAISTRE, seigneur du MAS
Moïse ROLLAND, procureur au Parlement
Antoine VERDONNAY, marchand
Ennemond MEGARD, apothicaire
1607
Adrien de BASEMONT, avocat
Jean GARDIN, procureur au Parlement
François NICOUD des IMBERTS, marchand
Bernard RUYNAT, procureur au Parlement
1608
Pierre DELAMOTTE, seigneur de BUCELIN
Pierre VULSON, procureur au Parlement
Sébastien PARDESSUS, orfèvre
Balthazard ACHARD, ancien procureur au Parlement, notaire
1609
Pierre ROME, avocat
François CLAPASSON, procureur au Parlement
Pierre PASCAL, marchand
Jean BERNARD, procureur au Parlement
1610
Antoine de SAUTEREAU, seigneur du ROZAY
Jacques CHARBONNEAU, procureur au Parlement
Claude ROLLAND, marchand
Martin JOUFFREY, procureur au Parlement
1611
Ennemond MORET, doct. en droit
Paul DUPRE, procureur au Parlement
Pierre-Louis MASSARD, apothicaire
Pierre DAVID
1612
Charles DUMOTET, seigneur de CHAMPIER
Denis PECCAT, procureur au Parlement
Pierre MICHEL, marchand
Guy BARRAL, procureur
1613
Charles de VILLENEUVE, avocat
Pierre DELACOSTE, procureur au Parlement
François NICOUD, marchand
Pierre CHONET, garde de la Monnaie
1614
Constant BUCHER, seigneur de SAINT-GUILLAUME
André BOZONNIER, procureur au Parlement
Daniel CAILLAT, marchand
Pierre GUERIN, garde de la Monnaie
1615
Jean-François REYNAUD, avocat
Jean PASCAL, procureur au Parlement
Antoine JULLIEN, marchand
Félix MORIN, procureur
1616
Jean d’ARCES, seigneur de REAUMONT
Moïse ROLLAND, procureur
Mathieu ROBERT, marchand et parfumeur du roi
Jean GAMOND
1617
Claude de SIMIANE, seigneur de MONTBIVE, avocat
Félix LOYS, procureur au Parlement
Pierre LARDILLIER, orfèvre
Guillaume CANEL, notaire
1618
Charles DUMOTET, seigneur de CHAMPIER
Denis PECCAT, procureur au Parlement
Jacques BERNARD, marchand
Jacques JOUBERT, apothicaire
1619
Louis de BASEMONT, seigneur de FIANÇAYES, avocat
Guillaume MUSY, procureur au Parlement
Daniel ARCHIER, apothicaire
Etienne GERENTE, capitaine de la Garde urbaine
1620
Constant BUCHER, seigneur de SAINT-GUILLAUME
Salomon BLANC, procureur au Parlement
Claude HONORE, marchand gantier
Hugues JOUBERT, notaire
1621
Guigues PONAT, seigneur de MONTRAVIER, avocat
Antoine JASSOUD, procureur au Parlement
Jean NICOLAS, imprimeur-libraire
Antoine MEGARD, apothicaire
1622
Guillaume FERRUS
Pierre PERROCT, procureur au Parlement
Guigues CHABERT dit la CLOCHY, marchand
Balthazard ACHARD, ancien procureur au Parlement, notaire
1623
Louis MARCHIER, avocat
Jean CAILLAT, procureur au Parlement
Pierre NICOUD des IMBERTS, marchand
Bernard RUYNAT, procureur au Parlement
1624
Jean BEATRIX-ROBERT, seigneur de SAINT-GERMAIN
Moïse VULSON, procureur au Parlement
Jacques BALME, apothicaire
Jacques JOUBERT, apothicaire
1625
Pierre de MICHA, seigneur de BOYSRAMIER, avocat
Pierre BERGIER, procureur au Parlement
César PASCAL, marchand
Pierre CHONNET, garde de la Monnaie
1626
Joseph AUDEYER, seigneur de la TOUR
Jacques ROLLAND, procureur au Parlement
Michel BARON, orfèvre
Hugues JOUBERT
1627
Jean FERRAND, seigneur de MAUBEC
Gaspard BAROZ, procureur au Parlement
Antoine JULLIEN, marchand
Etienne GERENTE, capitaine de la garde urbaine
1628 et suiv.
François DUMENON, seigneur de la MOTTE-en-CHAMPSAUR
Moïse ROLLAND, procureur au Parlement
Laurent ROUX, apothicaire
Pierre ROSSIN, procureur en l’élection de Grenoble
1630
Pierre de BARDONNESCHE, avocat
François PERRIN, procureur au Parlement
Daniel ARCHIER, apothicaire
François FIRMAND, praticien
1631
Benoit FAURE, coseigneur de SAINT-MARTIN-le-VINOUX
Marc ALBERT, procureur au Parlement
Denis BARDE, marchand
Balthazard PERRIN, notaire
1632
Gaspard CHARENSY, avocat
Michel COMBE, procureur au Parlement
Jean ALBERTON, marchand
Antoine MILLOZ, procureur au Parlement
1633
Blaise de LOVAT
Jean ARTHAUD, procureur au Parlement
Ennemond COLAUD, apothicaire
Gabriel FRENOUX dit RUELLE
1634
Ennemond BAUDET, avocat
Jean MEZENC, procureur au Parlement
Jean CHOULIER, confiseur
Antoine MEGARD, apothicaire
1635
Soffrey CALIGNON, seigneur de CHAMOUSSIERE
David CORREARD, procureur au Parlement
Noël DISDIER dit VIOLASQUE, marchand
Balthazard ACHARD, procureur au Bailliage
1636
Louis de VILLENEUFVE, seigneur de BURLET, avocat
Charles de la VAREYNE, procureur au Parlement
Paul JULLIEN, marchand
François GELLINOT dit MEILHEURET, procureur au Bailliage du Grésivaudan
1637
Claude JOUFFREY
André BOZONNIER, procureur au Parlement
Jacques BALME, apothicaire
Jean GELLINOT, procureur au Bailliage
1638
André BASSET, seigneur de CHAMPFLORY, docteur en droit
Antoine DELAMANCHE, procureur au Parlement
Jean NICOLAS, imprimeur-libraire
Claude MOUNIER, procureur au Bailliage
1639
Gaspard LEMAISTRE
Pierre DAUTEVILLE, procureur au Parlement
Jean MONIER-DREVET, marchand
Jacques VIALLAT, procureur au Parlement
1640
Antoine de DORNE, avocat
Pierre COPIN, procureur au Parlement
Gaspard NICOUD des IMBERTS cadet, marchand
César PERRIN dit le ROMAIN, bourgeois
1641 et suiv.
Benoit FAURE, coseigneur de SAINT-MARTIN-le-VINOUX
Pierre SEGAUD, procureur au Parlement
Jean-Baptiste CHOUSSON, marchand
Gaspard DOMENGIN
1643
Hugues de MORARD, coseigneur du FONTANIL, avocat
Pierre CAILLAT, procureur au Parlement
Daniel SICARD, marchand
Léonard SAPPEY, procureur au Parlement
1644
Ennemond GARCIN, seigneur de PARISET
Jacques FLORENTIN, procureur au Parlement
Claude PELISSIER, apothicaire
Jean CALIGNON, procureur au Bailliage
1645
Alphonse LABAULME, avocat
André FAURE, procureur au Parlement
Isaac DESEGAULX, marchand
Pierre FAYOLLE, procureur au Parlement
1646
Arnoux de VIENNOIS, écuyer
David RUYNAT, procureur au Parlement
Nicolas BONNARD, marchand
Etienne GERENTE, capitaine de la Garde urbaine
1647
Pierre PERROT, avocat
Léonard PETREQUIN, procureur au Parlement
Jacques MASSARD, apothicaire
Benoit PROST la ROBINIERE, procureur au Parlement
1648 et suiv.
César MAURIANNE, seigneur d’ALLEMONT et de LAVAL
Louis HORTAL, procureur au Parlement
Pierre BRUN, marchand
Paul DISDIER, procureur au Parlement
1650 et suiv.
Antoine ARMAND, avocat
Georges GIRAUD, procureur au Parlement
Marc GOUMANS, marchand
Jacques NEYROUD, procureur au Parlement
1652 et suiv.
Sébastien POURROY de l’AUBERIVIERE, docteur en droit
Honoré BONFILS, procureur au Parlement
Disdier CAYOL, marchand
Barthélémy COLIN, procureur au Bailliage
1654 et suiv.
François BARRAL,  Seigneur de SAINT-AUPRE
Claude MOLLARD, procureur au Parlement
Jean NICOLAS, imprimeur-libraire
Pierre BONNET, notaire
1657
Jean-Benoit DUFAURE, seigneur de SAINT-MARTIN-le-VINOUX
Jean BOREL, procureur au Parlement
Pierre DISDIER, marchand
Guillaume VILLIAT, bourgeois
1658 et suiv.
Charles GALIAN, avocat
Michel CHAPELLAT, procureur au Parlement
Louis NICOLAS, marchand
Pierre BELLUARD, procureur au Bailliage
1660 et suiv.
Pierre VIGNON, seigneur de BARNOUX
Pierre CLAVIERE, procureur au Parlement
François PASCAL, apothicaire
Reynaud BARRAL, procureur au Bailliage
1663
Jean-Baptiste BARRAL, seigneur de CHALISIERES
Pierre MEISENC, procureur au Parlement
Marc GOUMANS, marchand
Reynaud SORIN, procureur au Parlement
1664 et suiv.
Joachim de MONTEYNARD de L’EYSSAUD
Claude ALLEMAND, procureur au Parlement
Urbain PERIER, marchand
Pierre FRENEY, procureur au Bailliage
1666 et suiv.
François DORCIERES, avocat
Ennemond BAULME, procureur au Parlement
Jacques MASSARD, apothicaire
Antoine COURIN, marchand
1669
Ignace de LABAULME, seigneur de SAINT-MARTIN
André BOZONNIER, procureur au Parlement
André CHASTELARD, marchand
Balthazard ARNAUD, procureur au Bailliage
1670 et suiv.
Louis DELEMPS, avocat
Claude REYNAUD, procureur
André CORREARD, chirurgien
Jean-Claude MARQUIAN
1672
Louis DELEMPS, avocat
Louis HORTAL, procureur au Parlement
Charles LESTELLEY, orfèvre
Jean-Claude MARQUIAN
1673
Jacques de VIENNE, seigneur de BRUNIERES
Deuxième et troisième comme en 1672
André SATRE, marchand
1674
Premier et quatrième comme en 1673
Jean TEYSSIER, procureur au Parlement
Jean PELLAT, marchand
1675
Louis SAINT-OURS, seigneur de l’ECHAILLON
Deuxième et troisième comme en 1674
Jean GUYNIER
1676 et suiv.
Premier et quatrième comme en 1675
Alexandre HEURARD, procureur au Parlement
Jean FEVRIER, marchand
1678
François VIGNON, seigneur de BARNOUX
Deuxième et troisième comme en 1677
Reynaud BARRAL
1679
François VIGNON, seigneur de BARNOUX
Léonard MEYER, procureur au Parlement
Etienne GONTARD, marchand
Reynaud BARRAL
1680 et suiv.
Sébastien POURROY, seigneur de MONTFERRIER
Gaspard CHAGNARD, procureur au Parlement
Claude RAISSON, marchand
Antoine ROSSET
1684 et suiv.
Philippe de GALLE
Gaspard CHAGNARD, procureur au Parlement
Claude RAISSON, marchand
Thomas GUIGNIER, marchand
1686 et suiv.
Premier et quatrième comme en 1685
Pierre BULLIFON, procureur au Parlement
Mathieu BONNARD, marchand
1689
Achille GALLIEN de CHABONS, seigneur de RIVES, avocat
Deux et trois comme en 1688
André SATRE, marchand
1691
Jean-Louis de SAINT-GERMAIN, seigneur de VILLETEE
François BROTEL, procureur au Parlement
François JALLIFIER, marchand
André SATRE, marchand
Création d’un maire près l’Hôtel de Ville de Grenoble, par ordonnance royale du mois d’août 1692, en exécution de l’édit d’août de la même année.
1693
Jean LIOUSSE, nommé maire par ordonnance royale du 20 novembre 1692
Jean JOUBERT, procureur au Parlement
Romain COUPPIER, marchand
Ennemond BOSON
1694 et suiv.
Jean LIOUSSE, maire
Charles BONNET
Claude-François BOLIAT, procureur au Parlement
Claude ROBERT, procureur au Bailliage
1696
Jean LIOUSSE, maire
Romain COUPPIER, marchand
François CLAPASSON, procureur au Parlement
Laurent ROLLAND, apothicaire
Jean BONNET, procureur au Bailliage
1696 (consuls remplacés par arrêt du Conseil d’Etat du 10 avril 1696)
Charles BONNET, conseiller du roi, assesseur
Claude-François BOLIAT, procureur au Parlement
Pierre AYMARD, conseiller du roi, assesseur
Joseph BONNET, procureur au Bailliage
De 1696 à 1703, les premier et troisième consuls furent des Conseillers du roi, assesseurs au maire, nommés suivant leur rang d’inscription et successivement, de sorte que le troisième consul d’une année devenait le premier de l’année suivante. Il n’y a eu ainsi de réellement élu, pendant ce temps, qu’un seul consul chaque fois, savoir : le second consul une année, et l’année suivante le quatrième. Ces deux consuls continuèrent à être choisis, l’un parmi les procureurs au Parlement, et l’autre parmi les habitants de la partie de la ville sur la rive droite de l’Isère.
1697
Jean LIOUSSE, maire
Pierre AYMARD, assesseur
Antoine MARSAL, conseiller du roi, assesseur
Joseph BONNET, procureur au Parlement
1698
Jean LIOUSSE, maire
Antoine MARSAL, conseiller du roi, assesseur
François CLAPASSON, procureur au Parlement
Simon BONETY, conseiller du roi, assesseur
Antoine AMAR, marchand
1699 et 1700
Jean LIOUSSE, maire
Simon BONETY, conseiller du roi, assesseur
Jean AUBERT, procureur au Parlement
Antoine EYBRARD-LAVALONE, conseiller du roi, assesseur
Antoine AMAR, marchand
1701
Jean LIOUSSE, maire
Antoine EYBRARD-LAVALONE, conseiller du roi, assesseur
Antoine-Gabriel SAPPEY, procureur au Parlement
Pierre MARQUIAN, ancien capitaine de cavalerie
Jean AUBERT, procureur au Parlement
1702
Jean LIOUSSE, maire
Antoine-Gabriel SAPPEY, procureur au Parlement
Joseph VULPIAN, procureur au Parlement
Jean LESTELLEY, conseiller du roi, assesseur
Pierre MARQUIAN, ancien capitaine de cavalerie
1703
Jean LIOUSSE, maire
Jean LESTELLEY, conseiller du roi, assesseur
Joseph VULPIAN, procureur au Parlement
Jean-Antoine GUEYDAN, marchand drapier, conseiller du roi, assesseur
Thomas GUYNIER, marchand
Le 12 novembre 1703, Jean Liousse se démet de sa charge de maire que la Ville achète au prix de 30 000 Livres, pour la faire exercer comme elle l’entendra, droit qu’elle cède au gouverneur de la province.
1704
Joseph FAURE, seigneur de GONAS et de FRONTONAS, maire
Jean REPELLIN, écuyer
Benoit BROCHIER, procureur au Parlement
Jean-Antoine GUEYDAN, marchand drapier
Thomas GUYNIER, marchand
1705
Maire, premier et quatrième consul, comme en 1704
Claude LAGRANGE, marchand, 3e consul
1706 et 1707
Joseph FAURES, maire
Jean REPELLIN, écuyer
Benoit BROCHIER, procureur au Parlement
Claude LAGRANGE, marchand
Laurent ARNAUD, procureur au Bailliage du Grésivaudan
1708
Maire, troisième et quatrième comme en 1707
Pierre DORCIERES, écuyer, avocat
Louis SERRE, procureur au Parlement
1709
Joseph FAURES, maire
Pierre DORCIERES, écuyer, avocat
Louis SERRE, procureur au Parlement
Simon BONETY, marchand
Barthélémy GONTIER, marchand
1710
Antoine GIRIN, seigneur de La MOTTE, nommé maire le 22 février 1710
Les mêmes consuls qu’en 1709
1711
Maire, premier et deuxième consul comme en 1710
Antoine MORIN, commissaire de la police
Pierre ROBERT, bourgeois
1712
Maire, troisième et quatrième consuls comme en 1711
Mathias ALLEMAND, seigneur de MONTRIGAUD, écuyer
Pierre BAULME, procureur au Parlement
1713
François BASSET, seigneur de SAINT-NAZAIRE, maire
Premier et deuxième consuls comme en 1712
Antoine BLANC, marchand, 3e consul
André LAUD, procureur au Bailliage, 4e consul
1714
Maire, troisième et quatrième consuls comme en 1713
Joseph DELEMPS, avocat, 1er consul
Pierre PEYCHENARD, procureur au Parlement, 2e consul
1715
Maire, premier et deuxième consul comme en 1714
Claude DUCLOT, bourgeois
Joseph THIBAUD, receveur de l’émolument du sceau de la chancellerie près du Parlement
1716
Jacques MORET, avocat, maire
Gaspard REPELLIN
Louis FARCONNET, procureur au Parlement
Troisième et quatrième consuls comme en 1715
1717
Melchior GILLIERS, baron de La BASTIE, maire
Premier et deuxième consuls comme en 1716
Marc CHION, marchand
Jean-Baptiste BOZONNAT fils, apothicaire
La charge de maire est abolie par un édit du mois de juin 1717, ordonnant de remettre en vigueur, à dater du 1er janvier 1718, les anciens usages qui existaient avant les édits de 1690 et du mois d’août 1692.
1718 et suiv.
Gaspard REPELLIN
Louis FARCONNET, procureur au Parlement
Marc MICHON, marchand
Jean-Baptiste BOZONNAT fils, apothicaire
1721
Premier et deuxième consuls comme en 1720
Antoine BERARD, marchand
Pierre GUYNIER, procureur au Bailliage
1722
Claude JOUVENS des PEROUSES, écuyer
Alexandre GONTARD, procureur au Parlement
Troisième et quatrième consuls comme en 1721
1723
Premier et deuxième consuls comme en 1722
Joseph PELLISSIER, marchand
François GAMON, ancien capitaine d’infanterie, au régiment de Belzunce, capitaine de la milice
1724 et 1725
François DELABAUME-PLUVINEL, chevalier
Antoine OLAGNIER, procureur au Parlement
Joseph PELISSIER, marchand
François GAMON, ancien capitaine d’infanterie
1726
Jean-Baptiste DUPRE de MAYEN, écuyer, avocat
Pierre BENOIT, procureur au Parlement
Troisième et quatrième consuls comme en 1725
1727
Premier et deuxième consuls comme en 1726
Adrien BLACHE, marchand
François FALQUET, avocat
1728 et 1729
François DELABAUME-PLUVINEL, chevalier
Pierre JULLIEN, procureur au Parlement
Troisième et quatrième consuls comme en 1727
1730
Claude JOUVENS des PEROUSES, écuyer
Claude DUCLOT, procureur au Parlement
Troisième et quatrième consuls comme en 1729
1731
Premier et deuxième consuls comme en 1730
Gaspard MICOUD, marchand
Pierre ROBERT, avocat
1732
Antoine GIRIN de La MORTE, écuyer
Hugues TROUILLET, procureur au Parlement
Lambert PEYSSON, marchand
Joseph-Barthélémy RICHARD, avocat
1733
Premier et deuxième consuls comme en 1732
Claude DUPUYS, marchand
Laurent MOULEZIN père, bourgeois
1735
Pierre-Benoit DUPIVOL, maître particulier des eaux et forêts des élections de Grenoble et de Gap, est nommé maire près l’Hôtel de Ville de Grenoble, par ordonnance du roi du 23 août en exécution d’un édit du mois de novembre 1733, portant création et rétablissement des charges et offices de maire.
1736
Pierre-Benoit DUPIVOL, maire
Nicolas AMABERT, écuyer, avocat
François PROVANSAL, procureur au Parlement
Claude DUPUYS, marchand
Laurent MOULEZIN père, bourgeois
1737
Maire, Premier et deuxième consuls comme en 1736
Pierre JOMARON l’aîné, marchand droguiste
François GAMON, ancien capitaine d’infanterie au régiment de Belzunce
Les charges et commissions de maire sont suspendues et révoquées par un arrêt du Conseil d’Etat du 4 décembre 1737
1738
Quatre consuls comme en 1737
1739
Nicolas AMABERT, écuyer, avocat
François PROVANSAL, procureur au Parlement
François SENTERRE, marchand
Benoit BOZONAT, avocat
1740 à 1742
François SURVILLE, seigneur d’Eybens, écuyer
Antoine SORREL, procureur au Parlement
François SENTERRE, marchand
Benoit BOZONAT, avocat
1743 à 1745
Premier et deuxième consuls comme en 1742
Marc MICHON l’ainé, marchand
Benoit BOZONAT, avocat
1746
Nicolas AMABERT, écuyer, avocat
Jacques CORREARD, procureur au Parlement
Troisième et quatrième consuls comme en 1745
1747 à 1752
Premier et deuxième consuls comme en 1746
René MARMION, marchand apothicaire
Claude BOVIER, marchand gantier
1753
François SURVILLE, seigneur d’Eybens, écuyer
Joseph TOSCAN, procureur au Parlement
Jean MALLIEN, procureur au Bailliage
Joseph FELIX, marchand
1757
Balthazard ROMAN, avocat
Deuxième et quatrième consuls comme en 1756
Laurent TROUSSET, procureur au Bailliage
1758 à 1761
Balthazard ROMAN, avocat
Joachim PERRETON, procureur au Parlement
Laurent TROUSSET, procureur au Bailliage
Balthazard GIROUD, avocat, procureur au Bailliage
1762 à 1764
Premier, deuxième et troisième consuls comme en 1761
Charles FAURE-GORGY, ancien notaire
1765
Paul-François ROUSSET, avocat
Premier et troisième consuls comme en 1764
Paul CHARMEIL, procureur au Bailliage
1766
Premier et troisième consuls comme en 1765
Barthélémy REYMOND, procureur au Parlement
Claude BOVIER, marchand gantier
1767 à 1769
Jean-Baptiste-Fortunat SAVOYE, écuyer, avocat
Barthélémy REYMOND, procureur au Parlement
Jacques Perier, marchand toilier
Claude BOVIER, marchand gantier
1770 et 1771
Jean-Baptiste-Fortunat SAVOYE, écuyer, avocat
Claude DREVON, procureur au Parlement
Jacques Perier, marchand toilier
Charles FAURE-GORGY, ancien notaire
1772
Premier, deuxième et troisième consuls comme en 1771
Benoit MORAND, procureur au Parlement
1773 et 1774
Jean-Baptiste-Fortunat SAVOYE, écuyer, avocat
Benoit MORAND, procureur au Parlement
Jacques Perier, marchand toilier
Jean BOTUT, marchand de draps
1775 à 1778
Etienne ROYER, avocat
Benoit MORAND, procureur au Parlement
Antoine DUPUYS, marchand épicier
Jean BOTUT, marchand de draps
1779 et 1780
Gabriel-Louis FAURE-FOMBELLE
Marc-Claude DUBOEUF, procureur au Parlement
Antoine DUPUYS, marchand épicier
François FELIX, marchand épicier
1781
Premier et deuxième consuls comme en 1780
François MARPOZ-LAFOREST, procureur au Bailliage
François FELIX, marchand épicier
1782
Premier, deuxième et troisième consuls comme en 1781
Claude-François DUBOIS, procureur au Parlement
1783
Pierre DUPRE de MAYEN, avocat
Claude-François DUBOIS, procureur au Parlement
François MARPOZ-LAFOREST, procureur au Bailliage
François FELIX, marchand épicier
1784 à 1787
Pierre DUPRE de MAYEN, avocat
Claude-François DUBOIS, procureur au Parlement
François MARPOZ-LAFOREST, procureur au Bailliage
Claude ROMAND, marchand gantier
1788 à 1790
Pierre DUPRE de MAYEN, avocat
Jacques-Philippe REVOL, procureur au Parlement
François MARPOZ-LAFOREST, procureur au Bailliage
Jean BOTUT, marchand de draps

## Maires de Grenoble

### XVIIIesiècle
| Laurent de Franquières           | 3 au 10 février 1790             |  |
| Joseph Marie de Barral           | 28 février 1790 - 1er août 1790  |  |
| Antoine Barnave                  | 1er août 1790 - 21 novembre 1790 |  |
| Daniel d'Izoard                  | 21 novembre 1790 - novembre 1791 |  |
| Léonard Joseph Prunelle de Lière | novembre 1791 - décembre 1792    |  |
| Joseph Marie de Barral           | décembre 1792 - mai 1794         |  |
| Victor Dumas                     | 27 mai 1794 - 12 octobre 1794    |  |
| Pierre-François Arthaud          | 12 octobre 1794 - 1795           |  |
| Joseph Martin                    | 1795 - 1798                      |  |
| Jean-Baptiste Berthier           | 1798 - 17 février 1800           |  |

### XIXesiècle
| Joseph Marie de Barral                                                   | 17 février 1800 - 15 septembre 1800 |  |
| Charles Renauldon                                                        | 15 septembre 1800 - 1815            |  |
| Pierre Giroud                                                            | 22 avril 1815 - 1815                |  |
| Charles Planelli de Lavalette                                            | juillet 1815 - 1816                 |  |
| Jean-François de Pina de Saint-Didier                                    | 1816 - 1818                         |  |
| Alexandre Royer-Deloche                                                  | 14 octobre 1818 - 1820              |  |
| Charles Planelli de Lavalette                                            | 10 août 1820 - 1824                 |  |
| Marc Louis Gautier                                                       | 1824 - 1824                         |  |
| Jean-François de Pina de Saint-Didier                                    | 26 août 1824 - 1er août 1830        |  |
| Commission municipale : Félix Penet, Vincent Rivier et Camille Teisseire | 1er août 1830 - 16 août 1830,       |  |
| Félix Penet                                                              | 16 août 1830 - 1831                 |  |
| Vincent Rivier                                                           | 25 décembre 1831 - 1835             |  |
| Honoré-Hugues Berriat                                                    | 29 janvier 1835 - 1842              |  |
| Artus de Miribel                                                         | 1842 - 1845                         |  |
| Frédéric Taulier                                                         | 1845 - 28 février 1848              |  |
| Frédéric Farconnet                                                       | 28 février 1848 - 5 mai 1848        |  |
| Ferdinand Reymond                                                        | 5 mai 1848 - 25 août 1848           |  |
| Adolphe Anthoard                                                         | 25 août 1848 - 12 mars 1849         |  |
| Frédéric Taulier                                                         | 12 mars 1849 - 1851                 |  |
| Joseph Arnaud                                                            | 1851 - 1853                         |  |
| Louis Crozet                                                             | 19 décembre 1853 - 1858             |  |
| Théodore Eugène Gaillard                                                 | 1858 - 1865                         |  |
| Jean-Thomas Vendre                                                       | 1865 - 5 septembre 1870             |  |
| Adolphe Anthoard                                                         | 5 septembre 1870 - 24 mars 1871     |  |
| Napoléon Dantart                                                         | 24 mars 1871 - 22 avril 1871        |  |
| Jean-Marie Farge                                                         | 22 avril 1871 - 30 avril 1871       |  |
| Ernest Calvat                                                            | 30 avril 1871 - février 1874        |  |
| Félix Giraud                                                             | février 1874 - janvier 1875         |  |
| Félix Breton                                                             | janvier 1875 - juin 1876            |  |
| Auguste Gaché                                                            | juin 1876 - 11 mars 1881            |  |
| Édouard Rey                                                              | 11 mars 1881 - mai 1888             |  |
| Auguste Gaché                                                            | mai 1888 - 17 mai 1896              |  |
| Félix Poulat                                                             | 17 mai 1896 - 27 sept. 1896 (mort)  |  |
| Stéphane Jay                                                             | 4 nov. 1896 - 1904                  |  |

### XXeetXXIesiècles
| Nom | Nom              | Dates du mandat | Dates du mandat | Parti | Parti                 | Notes |
| --- | ---------------- | --------------- | --------------- | ----- | --------------------- | --- |
| Liste des maires de Grenoble depuis le XXe siècle                                                                                      |                  |                 |                 |       |                       | |
| Charles Rivail | Charles Rivail   | 1904            | 1908            |       |                       | |
| Félix Viallet | Félix Viallet    | 1908            | 1910            |       | Action libérale       | Décède brutalement. |
| Nestor Cornier |                  | 1910            | 1919            |       | Républicain de gauche | |
| Paul Mistral | Paul Mistral     | 1919            | 1932            |       | SFIO                  | Décède brutalement. |
| Léon Martin | Léon Martin      | 1932            | 1935            |       | SFIO                  | |
| Paul Cocat |                  | 1935            | 1944            |       |                       | |
| Frédéric Lafleur | Frédéric Lafleur | 1944            | 1945            |       |                       | |
| Léon Martin | Léon Martin      | 1945            | 1947            |       | SFIO                  | |
| Marius Bally |                  | 1947            | 1948            |       |                       | Démissionnaire. |
| Raymond Perinetti |                  | 1948            | 1949            |       | PCF                   | |
| Léon Martin | Léon Martin      | 1949            | 1959            |       | SFIO                  | |
| Albert Michallon | Albert Michallon | 15 mars 1959    | 29 mars 1965    |       | UNR                   | Médecin grenoblois, résistant durant la seconde guerre mondiale, il entre au conseil municipal une première fois entre 1947 et 1953, et succède par la suite à Léon Martin. Il est à l'origine de grands travaux pour moderniser la ville de Grenoble, profitant de la candidature de Grenoble aux Jeux olympiques d'hiver de 1968. Le CHU de Grenoble-Alpes porte son nom depuis 1987. |
| Hubert Dubedout | Hubert Dubedout  | 29 mars 1965    | 18 mars 1983    |       | GAM/PS                | |
| Alain Carignon | Alain Carignon   | 18 mars 1983    | novembre 1994   |       | RPR                   | À partir de novembre 1994, Alain Carignon est mis en examen pour abus de biens sociaux et recel. |
| Après la mise en examen d'Alain Carignon, son premier adjoint Pierre Gascon assure l'intérim jusqu'à la fin du mandat le 25 juin 1995. |                  |                 |                 |       |                       | |
| Michel Destot | Michel Destot    | 25 juin 1995    | 4 avril 2014    |       | PS                    | |
| Éric Piolle | Éric Piolle      | 4 avril 2014    | en cours        |       | EELV                  | |

## Source
Fastes consulaires et municipaux de la Ville de Grenoble depuis l’année 1244 (Archives municipales de Grenoble : 1 BIB 2725)